# Millotagrion inaequistigma
Millotagrion inaequistigma là một loài chuồn chuồn kim trong họ Coenagrionidae.
Millotagrion inaequistigma được miêu tả khoa học năm 1953 bởi Fraser.